# Высшая лига КВН 1989
Сезон Высшей лиги КВН 1989 года — третий сезон возрождённого телевизионного КВН.
Этот сезон был первым, совпавшим с календарным годом, но игр в нём было меньше, чем обычно. Телевизионное начальство за весь 1989 год было готово предоставить КВН лишь пять эфиров. Было решено провести один четвертьфинал, который будет своего рода отборочной игрой в сезон, и пригласить на него десять команд. Среди этой десятки оказалась и команда Уральского политехнического института, которая играла в первом сезоне возрождённого КВН. Таким образом, эта команда, теперь в образе «Уральских дворников», стала первой, сыгравшей в Высшей лиге два сезона.
Главные события сезона 1989 — превращение команды КВН ДПИ из аутсайдеров в фавориты и неожиданная победа в финале команды ХВВАИУ, после своего чемпионства навсегда покинувшей КВН.

## Состав
В сезон Высшей лиги 1989 были приглашены десять команд:
1. ОМК (Львов) — Объединение молодёжных клубов Львова
2. ПГПИ (Пенза)
3. ДПИ (Донецк)
4. МГИМО (Москва)
5. ПИСИ (Полтава)
6. ТМИ (Тюмень)
7. ТашПИ (Ташкент)
8. ЛГПИ (Ленинград)
9. ХВВАИУ (Харьков)
10. Уральские дворники (Свердловск) — второй сезон в Высшей лиге

Чемпионом сезона стала команда КВН ХВВАИУ.

## Игры

### Четвертьфинал
- Дата игры: 29 апреля
- Тема игры: Собрание в паркетном зале Дворца молодёжи
- Команды: МГИМО (Москва), ХВВАИУ (Харьков), ЛГПИ (Ленинград), ПГПИ (Пенза), ДПИ (Донецк), ПИСИ (Полтава), Уральские дворники (Свердловск), ТМИ (Тюмень), ОМК (Львов), ТашПИ (Ташкент)
- Жюри: Яков Минасян, Светослав Пелишенко, Михаил Марфин, Всеволод Титов, Юлий Гусман, Валерий Мелехов
- Конкурсы: Приветствие, Литературный конкурс

| Команда            | Приветствие | Литературный | Итого |
| ------------------ | ----------- | ------------ | ----- |
| МГИМО              | 4,2         | 4,5          | 8,7   |
| ХВВАИУ             | 6,3         | 5,1          | 11,4  |
| ЛГПИ               | 6,8         | 5,3          | 12,1  |
| ПГПИ               | 5,8         | 4            | 9,8   |
| ДПИ                | 5,5         | 4,8          | 10,3  |
| ПИСИ               | 5           | 5            | 10    |
| Уральские дворники | 7           | 6,8          | 13,8  |
| ТМИ                | 5,8         | 5,8          | 11,6  |
| ОМК                | 4,7         | 3,8          | 8,5   |
| ТашПИ              | 5,8         | 4,6          | 10,4  |

Результат игры:
1. Уральские дворники
2. ЛГПИ
3. ТМИ
4. ХВВАИУ
5. ТашПИ
6. ДПИ
7. ПИСИ
8. ПГПИ
9. МГИМО
10. ОМК

- Игра прошла в паркетном зале МДМ, а не в основном. Шесть команд, прошедшие «отбор», были приглашены на главную сцену Дворца молодёжи.
- Команды в этой игре выступали парами — каждая пара показывала приветствие, а затем один из заданных вариантов литературного конкурса. МГИМО и ХВВАИУ показали конкурс на тему «студенческая мода»; ЛГПИ и ПГПИ сыграли в выездной конкурс, показав репортаж с выставки; ДПИ и ПИСИ сыграли в конкурс «портфель», в котором команде нужно доказать, с помощью предметов в портфеле, что он принадлежит именно ей; УПИ и ТМИ сыграли в конкурс «добро пожаловаться»; а ОМК и ТашПИ показали конкурс на тему «правила хорошего тона».
- Судили игру капитаны команд КВН ДГУ, Одесские джентльмены, МХТИ, МИСИ, Парни из Баку (60-х) и НГУ
- По окончании соревнований выступили чемпионы Клуба — «Одесские джентльмены» и НГУ.
- Лучшее выступление показали УПИ, в нём прозвучали их шутки про Райком и Обком («- Они живут своим мирком. — Я бы даже сказал Райком. — Это вы об чём? — Не об чём, а Обком.»), а также народная песня со словами «только, по-прежнему, слуги народные лучше хозяев живут»[3].

### Полуфиналы
Первый полуфинал
- Дата игры: Май
- Тема игры: День отдыха
- Команды: ТМИ (Тюмень), ХВВАИУ (Харьков)
- Жюри: Юлий Гусман, Ярослав Голованов, Александр Пономарёв, Андрей Мягков, Светослав Пелишенко, Михаил Марфин
- Конкурсы: Приветствие («Право на отдых»), Разминка («Ситуации на отдыхе»), Музыкальный конкурс («В лесу родилась ёлочка»), Капитанский конкурс («Рыбацкие истории»), Выездной конкурс («Отдых в выходной день»), Домашнее задание («Природа не храм, а мастерская»)

| Команда | Приветствие | Разминка | общий | Муз. конкурс | общий | Капитанский | общий | Выездной | общий | ДЗ  | Итого |
| ------- | ----------- | -------- | ----- | ------------ | ----- | ----------- | ----- | -------- | ----- | --- | ----- |
| ТМИ     | 4,2         | 2        | 6,2   | 3,8          | 10    | 2,5         | 12,5  | 4,7      | 17,2  | 6,3 | 23,5  |
| ХВВАИУ  | 5,3         | 3,2      | 8,5   | 4,8          | 13,3  | 2           | 15,3  | 3        | 18,3  | 6,5 | 24,8  |

Результат игры:
1. ХВВАИУ
2. ТМИ

- Игра проводилась в Серебряном Бору — летний кинотеатр «Серебряный Бор» был модернизирован под игру при помощи творческого объединения «Игротехника». В день игры неожиданно прошёл проливной дождь, и съёмки пришлось отложить на несколько часов.
- В рамках импровизированного музыкального конкурса команда ХВВАИУ исполнила «всенародную-кавалерийскую» песню про ёлку.
- Капитанский конкурс играли Вячеслав Колядко (ТМИ) и Сергей Карелин (ХВВАИУ).

Второй полуфинал
- Дата игры: Сентябрь
- Тема игры: Детектив
- Команды: Уральские дворники (Свердловск), ТашПИ (Ташкент)
- Жюри: Андрей Мягков, Карен Шахназаров, Александр Пономарёв, Александр Штоколов, Ольга Дворецкая[4], Юлий Гусман
- Конкурсы: Приветствие («Оперативная сводка»), Разминка («Чисто английская разминка»), Музыкальный конкурс («Музыкальная шифровка»), Капитанский конкурс («Судебное разбирательство»), Выездной конкурс («Версия»), Домашнее задание («Если кто-то кое-где у нас порой…»)

| Команда            | Приветствие | Разминка | общий | Муз. конкурс | общий | Капитанский | общий | Выездной | общий | ДЗ  | Итого |
| ------------------ | ----------- | -------- | ----- | ------------ | ----- | ----------- | ----- | -------- | ----- | --- | ----- |
| Уральские дворники | 4,6         | 4,8      | 9,4   | 4,8          | 14,2  | 3,1         | 17,3  | 4,1      | 21,4  | 6,5 | 27,9  |
| ТашПИ              | 4,8         | 4        | 8,8   | 4,1          | 12,9  | 3           | 15,9  | 4,8      | 20,7  | 5,6 | 26,3  |

Результат игры:
1. Уральские дворники
2. ТашПИ

- На этой игре «Уральские дворники» показали первую в КВН синхробуффонаду — номер про алкоголика, одеколонщика и токсикомана под песню Лаймы Вайкуле «Ещё не вечер».
- На игру болеть за команду УПИ пришёл выпускник этого вуза Борис Ельцин.
- Капитанский конкурс играли Леонид Ямпольский (УПИ) и Дмитрий Вагапов (ТашПИ).
- Домашним заданием «Уральских дворников» был номер про открытие «Дома терпимости».

Третий полуфинал
- Дата игры: 11 ноября
- Тема игры: Среднеарифметический юбилей «Двенадцати стульев» и «Золотого телёнка»
- Команды: ДПИ (Донецк), ЛГПИ (Ленинград)
- Жюри: Ярослав Голованов, Виктор Мережко, Александр Пономарёв, Виктория Токарева, Владимир Грамматиков, Александр Штоколов, Юлий Гусман
- Конкурсы: Приветствие («В уездном городе N»), Разминка («Соавторство»), Выездной конкурс («Автопробег по бездорожью и разгильдяйству»), Музыкальный конкурс («Музыкальные гаврилиады»), Капитанский конкурс («Сеанс одновременной игры»), Домашнее задание («Лёд тронулся!»)

| Команда | Приветствие | Разминка | общий | Выездной | общий | Муз. конкурс | общий | Капитанский | общий | ДЗ | Итого |
| ------- | ----------- | -------- | ----- | -------- | ----- | ------------ | ----- | ----------- | ----- | -- | ----- |
| ДПИ     | 4,1         | 5,8      | 9,9   | 3,7      | 13,6  | 3,9          | 17,5  | 4,9         | 22,4  | 7  | 29,4  |
| ЛГПИ    | 3,8         | 4        | 7,8   | 4,7      | 12,5  | 3,6          | 16,1  | 3,6         | 19,7  | 6  | 25,7  |

Результат игры:
1. ДПИ
2. ЛГПИ

- Масляков объяснил тему игры так: «Ровно 62 года тому назад Илья Ильф и Евгений Петров начали работу над „Двенадцатью стульями“ и ровно 58 лет назад закончили „Золотого телёнка“. Именно поэтому наш клуб сегодня празднует среднеарифметический юбилей — 60-летие этих бессмертных произведений.»
- ДПИ на этой игре показали домашнее задание про человека, который проснулся в сумасшедшем доме.
- Капитанский конкурс играли Михаил Агранат (ДПИ) и Геннадий Коган (ЛГПИ). Очень хорошо показал себя капитан дончан, позже его стали считать лучшим капитаном КВН[5].
- В конце игры капитаны команд вытащили из стульев книги Ильфа и Петрова.

### Финал
- Дата игры: Декабрь
- Тема игры: Новогодний базар
- Команды: ДПИ (Донецк), ХВВАИУ (Харьков), Уральские дворники (Свердловск)
- Жюри: Ярослав Голованов, Виктор Мережко, Александр Пономарёв, Андрей Дементьев, Карен Шахназаров, Михаил Шмойлов, Юлий Гусман
- Конкурсы: Приветствие («Товар лицом»), Музыкальный конкурс («Шлягер-'89»), Капитанский конкурс («Баня»), Домашнее задание («32-е декабря»)

| Команда            | Приветствие | Муз. конкурс | общий | Капитанский | общий | ДЗ  | Итого |
| ------------------ | ----------- | ------------ | ----- | ----------- | ----- | --- | ----- |
| ДПИ                | 4,6         | 3,7          | 8,3   | 3,9         | 12,2  | 5,3 | 17,5  |
| ХВВАИУ             | 4,7         | 2,9          | 7,6   | 4,6         | 12,2  | 5,4 | 17,6  |
| Уральские дворники | 4,7         | 2,7          | 7,4   | 3,4         | 10,8  | 5,1 | 15,9  |

Результат игры:
1. ХВВАИУ
2. ДПИ
3. Уральские дворники

Команда ХВВАИУ стала чемпионом Высшей лиги сезона 1989.
- Между конкурсами были показаны видео-открытки команд КВН ТашПИ, ТМИ и ДГУ.
- На этой игре оценки впервые считались на компьютере.
- Для музыкального конкурса командам надо было придумать шлягер о розах (тогда были популярны песни «Белые розы», «Розовые розы» и «Ночное рандеву на бульваре роз», а также фильм «Чёрная роза — эмблема печали, красная роза — эмблема любви»). Дончане решили поэкспериментировать и спародировали популярных тогда исполнителей (Вячеслав Бутусов, Владимир Пресняков, Майкл Джексон, Сергей Крылов, Родион Газманов, Стиви Уандер, Игорь Корнелюк), что понравилось зрителям и всем членам жюри, кроме Гусмана, который поставил ДПИ за этот конкурс оценку 2 (из максимума в четыре балла). Свою оценку он объяснил тем, что по его мнению, выступление дончан было похожим на содержание других телепередач, и не было настоящим КВНовским выступлением[6].
- Конкурс «разминка» на этой игре был признан неудачным. Его не оценивали и вырезали из эфира[7].
- Капитанский конкурс играли Леонид Ямпольский (УПИ), Михаил Агранат (ДПИ) и Евгений Гицович (ХВВАИУ). Гицович, ветеран КВН 60-х, победил своих соперников.
- За победу команда ХВВАИУ получила живого пони.

## Члены жюри
В сезоне 1989 игры Высшей лиги КВН судили 17 человек.
5 игр
- Юлий Гусман

4 игры
- Александр Пономарёв

3 игры
- Ярослав Голованов

2 игры
- Михаил Марфин
- Виктор Мережко
- Андрей Мягков
- Светослав Пелишенко
- Карен Шахназаров
- Александр Штоколов

1 игра
- Владимир Грамматиков
- Ольга Дворецкая
- Андрей Дементьев
- Валерий Мелехов
- Яков Минасян
- Всеволод Титов
- Виктория Токарева
- Михаил Шмойлов